# Aura Miguel
Aura Miguel (1958, Mem Martins, Sintra, Distrito de Lisboa) es una periodista portuguesa. Es la única portuguesa acreditada en la Sala de Prensa de la Santa Sede.

## Carrera
Aura Miguel posee una licenciatura en Derecho por la Universidad Católica, y tiene un postgrado en Ciencias de la Información.
Periodista desde 1982, ha colaborado con los diarios A Tarde y Semanário. Desde 1985, es editora de asuntos religiosos en la Rádio Renascença.
Como comentarista de la Rádio Renascença, ha efectuado coberturas periodísticas al lado de los Papas Juan Pablo II, Benedicto XVI y Francisco, habiendo participado de más de 99 viajes apostólicos. Siendo la única vaticanista (apelativo dado a aquellos periodistas que acompañan las noticias sobre la Santa Sede y la Ciudad del Vaticano) portuguesa acreditada en la Sala de Prensa de la Santa Sede, acompañando regularmente a los papas en sus apostolados. Integra habitualmente la comitiva de periodistas que viaja a bordo del avión papal (de la empresa Alitalia) siendo la única portuguesa en tener ese privilegio.
En 2002, todavía durante el pontificado de Juan Pablo II, fue escogida entre catorce periodistas invitados por el Papa para escribir una de las 14 estaciones del Via Crucis del Viernes Santo, presidida por el sumo pontífice en el Coliseo de Roma.

## Algunas publicaciones

### Libros
- O Segredo que Conduz o Papa - A Experiência de Fátima no Pontificado de João Paulo II (2002)[1] El Secreto Que Guía Al Papa: La Experiencia de Fátima en el Pontificado de Juan Pablo II. Biografías y Testimonios. Edición ilustrada de Ediciones Rialp, 232 pp. 2001 ISBN 8432133469, ISBN 9788432133466 en línea (enlace roto disponible en Internet Archive; véase el historial, la primera versión y la última).

- Porque Viajas Tanto? (2005)[1] Ed. Lucerna, 263 pp. ISBN 9728835019, ISBN 9789728835019

- Radio Renascença: Trabalhos e os Dias (2005) Ed. INCM – Imprensa Nacional Casa da Moeda, 140 pp. ISBN 9789722705028[3]

- Ele Está Aqui - Peças Soltas Sobre a Eucaristia (2005) con João César das Neves. Ed. Lucerna, 318 pp. ISBN 9728835132, ISBN 9789728835132

- Fatimské tajemství a Jan Pavel II (Secreto de Fátima y el Papa Juan Pablo II, en checo) (2008). Ed. Karmelitánské nakladatelství, 198 pp. ISBN 8071951935, ISBN 9788071951933

- As razões de Bento XVI (2010)[4][6]

## Órdenes
- Dama de la Orden de la Reina Santa Isabel (Casa de Braganza).[7]